# Riot Musik
Riot Musik — второй студийный альбом американской хип-хоп-группы Junior M.A.F.I.A., выпущенный 17 мая 2005 года на лейбле Mega Media Records.
Только трое участников оригинального состава группы приняли участие в записи этого альбома: Lil' Cease, MC Klepto и Larceny (ныне известный как Banger).
Альбом был спродюсирован несколькими продюсерами, включая DJ Twinz, The Heatmakers, Hotrunner, Self, Sha Money XL и другими. В записи альбома приняли участие Jadakiss, Blake C (также известный как Trife), Prodigy Of Mobb Deep и другие.
Альбом был спродюсирован Lance «UN» Rivera, The Notorious B.I.G., Daddy-O, Understanding, Clark Kent, EZ Elpee, Akshun и Special Ed. В записи альбома приняли участие рэпер Jamal Phillips (из группы Illegal), R&B-певица Faith Evans и R&B-исполнитель Jimmy Cozier.
Альбом достиг 61 места в чарте Top R&B/Hip Hop Albums и 50 места в чарте Top Independent Albums в американском журнале Billboard. Альбом оказался коммерчески провальным, было продано примерно 50 тысяч копий.

## Список композиций
| #  | Название                                                    | Продюсер             | Длительность |
| -- | ----------------------------------------------------------- | -------------------- | ------------ |
| 1  | «Telephone (Skit)»                                          | DJ Twinz             | 3:12         |
| 2  | «Just Us (Like I Thought It Would Be)»                      | The Heatmakers       | 4:14         |
| 3  | «Die Anyway» (feat. Jadakiss & Blake C.)                    | Hotrunner            | 5:12         |
| 4  | «Let's Get It On»                                           | China Black          | 3:02         |
| 5  | «Riot Musik»                                                | Hotrunner, L.F. Daze | 5:05         |
| 6  | «Telephone (Skit)»                                          | DJ Twinz             | 2:18         |
| 7  | «Gaup» (feat. Minnesota, Eddie Cheeba & Trey Of Boss Money) | Sebb                 | 3:13         |
| 8  | «Yap-Yap» (feat. Prodigy Of Mobb Deep)                      | Hotrunner            | 4:35         |
| 9  | «Throw Down Your Guns»                                      | Self                 | 3:08         |
| 10 | «Nothing Wrong» (feat. Don Newkirk)                         | Caspa                | 3:18         |
| 11 | «Telephone (Skit)»                                          | DJ Twinz             | 2:18         |
| 12 | «Why You Wanna Be»                                          | Hotrunner            | 4:12         |
| 13 | «Fall Back»                                                 | Henny Locs           | 3:44         |
| 14 | «Do Da Damn Thing» (feat. Aja)                              | Sha-Money XL         | 4:19         |
| 15 | «Damage Control»                                            | Da Ruggedness        | 5:10         |

## Чарты

### Еженедельные чарты
| Чарт (2005)                            | Высшая позиция |
| -------------------------------------- | -------------- |
| США (Billboard Top R&B/Hip-Hop Albums) | 61             |
| США (Billboard Independent Albums)     | 50             |